# Allotinus battakanus
Allotinus battakanus är en fjärilsart som beskrevs av Dudley Moulton 1913. Allotinus battakanus ingår i släktet Allotinus och familjen juvelvingar. Inga underarter finns listade i Catalogue of Life.